# Dacus durbanensis
Dacus durbanensis är en tvåvingeart som beskrevs av Munro 1935. Dacus durbanensis ingår i släktet Dacus och familjen borrflugor. Inga underarter finns listade i Catalogue of Life.